# Pax Europaea

Історичне розширення ЄС та його попередників.

Pax Europaea (укр. Європейський мир) — період відносного миру, який охопив Європу після Другої світової війни, в ході якого спостерігалося мало міжнародних конфліктів або воєн між європейськими країнами. Цей період миру часто пов'язується з утворенням НАТО, Європейського Союзу (ЄС) та попередників ЄС, таких як Європейське економічне співтовариство. Ця епоха відносного спокою в основному тривала після закінчення холодної війни та розпаду Радянського Союзу, за винятком конфліктів на території колишньої Югославії, подій в Північній Ірландії та різноманітних напружених ситуацій та воєн, зокрема в Росії (включаючи російське вторгнення в Україну в 2022 році).

## Історія
Трансатлантичне співробітництво та європейська інтеграція були спрямовані на збереження вразливого миру, що виник в Європі після Другої світової війни. З урахуванням того, що континент періодично ставав місцем воєн протягом останніх століть, створення Європейських співтовариств у 1950-х роках покликане було інтегрувати своїх членів настільки глибоко, що виникнення війни між ними стало б неможливим. У той час Організація Північноатлантичного договору сформувалася як оборонний військовий альянс між країнами Західної Європи, США та Канадою для стримування агресії як всередині, так і ззовні. Європейські співтовариства еволюціонували в Європейський Союз, а обидва — ЄС та НАТО — розширили свої межі, охопивши більшу частину Західної Європи, Північної Європи та Південної Європи. Незважаючи на те, що Центральна та Східна Європа залишалися під впливом Радянського Союзу як частини Варшавського договору, вони також пережили обмежені конфлікти, окрім внутрішніх репресій, до 1990-х років, коли в Югославії виникла серія воєн при розпаді країни. Європейський Союз критикували за неефективність у запобіганні конфліктам, хоча тепер ця область входить до сфери його розширення.
До 2020 року Європейський союз налічував 27 країн, і більшість європейських держав, які не були членами ЄС, виражали бажання вступити до нього. У 2000-х роках до ЄС приєдналися дванадцять країн. Крім того, більшість європейських країн, які залишалися за межами ЄС, утримували економічні зв'язки з ним через угоди та договори, такі як Європейська економічна зона. Навіть серед колишніх радянських республік були ті, які приєдналися до ЄС або вживали заходів для приєднання до різних європейських організацій, Росія залишалася в певній мірі незалежною від європейських інституцій. У межах Європейської економічної зони не було жодного військового конфлікту з 1945 року, роблячи цей період найдовшим за терміном миру на західноєвропейському материку з часів Pax Romana.
Нобелівська премія миру 2012 року була присуджена Європейському Союзу за його внесок у збереження та посилення миру в межах своїх кордонів та в міжнародних відносинах через дипломатичні ініціативи.
Попри те, що на європейському півострові відбулися різні збройні конфлікти після Другої світової війни, важливо відзначити, що жоден із них не виник серед членів Європейського Союзу. Більшість цих сутичок має свої корені в колишній Югославії та Радянському Союзі.

### Список війн у Європі після Другої світової війни
(Примітка: Вірменію, Азербайджан і Грузію можна вважати частиною Європи або Західної Азії ; вони перераховані тут для повноти)
- Антирадянський опір УПА 1942—1960 рр
- Громадянська війна в Греції (1946—1949)
- Конфлікт у Північній Ірландії (1960—1998)
- Баскський конфлікт (1959—2011)
- Надзвичайна ситуація на Кіпрі (греки-кіпріоти (EOKA) проти Сполученого Королівства, 1955—1959)
- Радянське вторгнення в Угорщину (Радянський Союз проти Угорщини, 1956)
- Вторгнення до Чехословаччини (Радянський Союз проти Чехословаччини, 1968)
- Турецьке вторгнення на Кіпр (Кіпр проти Туреччини, 1974)
- Нагірно-Карабаський конфлікт (Вірменія проти Азербайджану, 1988–тепер)
- Югославські війни, 1991—2001
  - Десятиденна війна (Словенія проти Югославії, 1991)
  - Війна за незалежність Хорватії (Хорватія проти Югославії, 1991—1995)
  - Боснійська війна (Боснія проти Югославії, 1992—1995)
  - Війна в Косово (Косово проти Югославії, 1998—1999)
  - Повстання в долині Прешево (UÇPMB проти Югославії, 1999—2001)
  - Повстання 2001 року в Республіці Північна Македонія (Національна визвольна армія проти Північної Македонії, 2001)
- Громадянська війна в Грузії (Грузія, 1991—1993)
- Конфлікт у Східному Пригородному (Інгуська міліція проти Росії, 1992)
- Війна за Придністров'я (Придністров'я проти Молдови, 1992)
- Чечено-російський конфлікт
  - Перша чеченська війна (1994—1996)
  - Війна за Дагестан (1999)
  - Друга чеченська війна (1999—2000)
- Албанське повстання 1997 року (Албанія, 1997)
- Російсько-грузинська війна (Грузія проти Росії, 2008)
- Російсько-українська війна (2014–тепер)
  - Проросійські заворушення в Україні 2014 року
  - Анексія Криму Російською Федерацією (2014)
  - Війна на Донбасі (2014–дотепер)
  - 2022 Вторгнення Росії в Україну
- Зіткнення в Куманово (Армія національного визволення проти Північної Македонії, 2015)

### Війни європейських країн після Другої світової війни
- Війна за незалежність Індонезії (Нідерланди)
- Суецька криза (Великобританія та Франція)
- Перша індокитайська війна (Франція)
- Алжирська війна (Франція)
- Війна Іфні (Франція та Іспанія)
- Бізертська криза (Франція)
- Війна за незалежність Анголи (Португалія)
- Повстання Дофара (Великобританія)
- Війна за незалежність Гвінеї-Бісау (Португалія)
- Війна за незалежність Мозамбіку (Португалія)
- Шаба I і II (Франція та Бельгія)
- Фолклендська війна, 1982 (Великобританія)
- Війна в Афганістані, 2001—2014 (НАТО)
- Війна в Іраку, 2003—2011 (Великобританія та Польща)
- Військова інтервенція в Лівії, 2011 (НАТО)
- Конфлікт у Північному Малі, 2012—2015 (Франція)
- Конфлікт у Центральноафриканській Республіці (Франція)